# کرم کشتی
کرم کشتی (نام علمی: Teredo navalis) نام یک گونه از راسته نرم‌پوستگان است.
کرم کشتی بر خلاف نام آن از رده دوکفه‌ای‌ها به شمار می‌رود که مانند صدف‌های دوکفه‌ای و صدف‌های سیاه از گونه نرم‌تنان است.
مجله آکادمی علوم آمریکا کرم کشتی را گونه‌ای «کمیاب و اسرارآمیز» توصیف کرده که بلندترین جانور دوکفه‌ای زنده است که انسان تا کنون کشف کرده است.
کرم کشتی در طول تاریخ خسارت بسیاری به اقتصاد کشورهای مختلف زده‌است از جمله می‌توان به تخریب کشتی‌های اسپانیایی، تخریب ۳۰ مایل از سدهای چوبی آلمان و حمله به اسکله‌ای در سان‌فرانسیسکو و ایجاد خساراتی بالغ بر میلیاردها دلار و همچنین غرق کردن دو کشتی کلمبیایی نام برد.
برای اولین بار در آوریل ۲۰۱۷ تیمی از دانشمندان فرانسه و فیلیپین، پنج کرم کشتی غول‌پیکر زنده را در جزیره میندانائو در جنوب فیلیپین پیدا کردند.

## نحوهٔ پیشروی در چوب

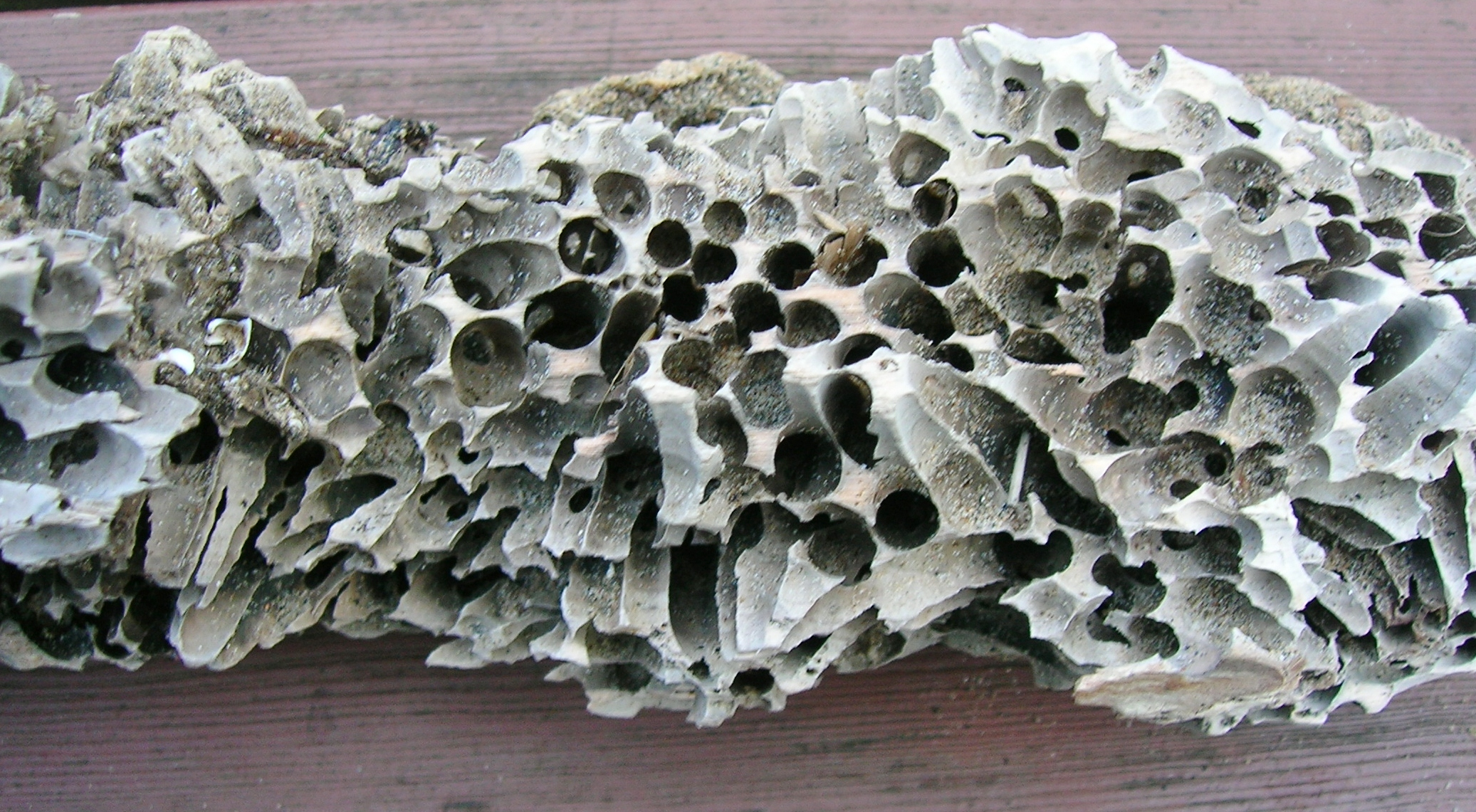
فعالیت یک کرم کشتی در شاخهٔ یک درخت

کرم کشتی پاهای قوی و محکمی دارد که به عنوان اندامی مکنده پوستهٔ وی را جابجا می‌کند یا برای سوهان‌کاری چوب استفاده می‌کند. این کرم برای پیشروی و نفوذ در چوب از آنزیم‌هایی همراه با سائیدن چوب با پاهایش استفاده می‌کند و برای اینکه درون چوب به راحتی بتواند حرکت کند و به دام نیفتد یک قشای آهکی در اطراف تونلی که درون چوب درست کرده است، ایجاد می‌کند.
این نرم‌تنان از چوب فاسد تغذیه می‌کنند و به راحتی می‌توانند با کمک پوسته سخت خود داخل چوب حرکت کنند. این کرم عظیم که طول آن می‌تواند تا ۱۵۵ سانتی‌متر نیز برسد، تمام عمر خود را در یک پوسته سخت که زیر گل و لای دفن شده می‌گذراند، درون گل و لای دریایی نقب می‌زند و از همان مواد غذایی موجود در گل تغذیه می‌کند. این جانور با کمک ماده‌ای ناشناخته، پوسته سخت لوله‌ای شکل خود را می‌سازد که جنس آن از کربنات کلسیم است.کرم کشتی خودش سلولاز میسازد پس ثابت میکند که جانوران هم میتوانند سلولاز بساز برخلاف تصور قدیم که خیال میشد جانوران نمیتوانند سلولاز بسازند کرم کشتی وماهی نقره ای سلولاز میسازند. کرم کشتی همچنین کلاهکی می‌سازد تا سرش را محافظت کند، این کلاهک وقتی که کرم غول‌پیکر رشد کند و بخواهد بیشتر در گل و لای نقب بزند، جذب می‌شود.